# بطولة عموم أيرلندا لكرة القدم 2019
بطولة عموم أيرلندا لكرة القدم 2019 (بالإنجليزية: 2019 All-Ireland Senior Football Championship)‏ هو موسم من بطولة عموم أيرلندا لكرة القدم ‏. أشرف على تنظيمه الرابطة الرياضية الغيلية، وفاز فيه Dublin Senior Football Team ‏.